# (12472) Samadhi
(12472) Samadhi (1997 CW11) – planetoida z pasa głównego asteroid okrążająca Słońce w ciągu 3,69 lat w średniej odległości 2,39 j.a. Odkryta 3 lutego 1997 roku.